# رادهبورغ
رادبورغ (بالألمانية: Radeburg) هي بلدة ألمانية تقع في ألمانيا في ساكسونيا. يقدر عدد سكانها بـ 7,880 نسمة .

## المدن التوأمة
مدن ادنكوبن، Frýdlant nad Ostravicí و Cieszanów هي مدن توأمة لـرادبورغ.